# روبن تشابل
روبن تشابل (بالإنجليزية: Robin Chapple)‏‏ (11 فبراير 1947 - ) سياسي من أستراليا.